# Steatoda autumnalis
Steatoda autumnalis là một loài nhện trong họ Theridiidae.
Loài này thuộc chi Steatoda. Steatoda autumnalis được Richard C. Banks miêu tả năm 1898.